# 本郷駅 (広島県)
本郷駅（ほんごうえき）は、広島県三原市本郷南六丁目にある、西日本旅客鉄道（JR西日本）山陽本線の駅である。駅番号はJR-G15。

## 歴史
- 1894年（明治27年）6月10日：山陽鉄道三原駅 - 広島駅間開通時に開設[1]。旅客・貨物取扱開始[1]。
- 1906年（明治39年）12月1日：山陽鉄道国有化により官設鉄道の駅となる[1]。
- 1909年（明治42年）10月12日：線路名称制定。山陽本線所属となる。
- 1974年（昭和49年）3月21日：貨物取扱廃止[1]。
- 1985年（昭和60年）3月14日：荷物扱い廃止[1]。
- 1987年（昭和62年）4月1日：国鉄分割民営化により、西日本旅客鉄道（JR西日本）の駅となる[1]。
- 1990年（平成2年）3月：みどりの窓口の営業を開始[2]。
- 1995年（平成7年）10月1日：管轄が広島支社の直轄（三原管理駅）から三原地域鉄道部に変更される[3]。
- 1997年（平成9年）3月8日：ジェイアール西日本広島メンテックによる業務委託駅（移行当初は暫定的に直営駅扱い）となる[3]。
- 2001年（平成13年）10月1日：ダイヤ改正により、当駅折返し便廃止。
- 2007年（平成19年）
  - 7月7日：ICOCA対応自動改札機導入。
  - 9月1日：ICカード「ICOCA」の利用が可能となる。
- 2008年（平成20年）
  - 4月20日：1番線と3番線の間にあるホームのない中線（2番線）の使用開始。
  - 7月7日：新ホームと跨線橋の使用開始。
- 2009年（平成21年）
  - 2月22日：三原市本郷駅複合施設（駅舎）及び南北自由通路（市道本郷駅構内線）が使用開始。
  - 5月7日：三原市本郷駅前駐輪場が使用開始。
  - 10月8日：三原市本郷駅複合施設（駅前広場）が使用開始。
- 2018年（平成30年）
  - 6月1日：三原地域鉄道部廃止に伴い、三原駅の被管理駅となる[4]。
  - 7月6日：平成30年7月豪雨により営業休止。
  - 9月30日：三原駅 - 白市駅間で運転再開[5]。
- 2020年（令和2年）9月：駅ナンバリングが導入され、使用を開始[6][7]。
- 2021年（令和3年）7月1日：駅業務がJR西日本広島メンテックからJR西日本中国交通サービスへ移管される[8]。
- 2024年（令和6年）
  - 4月30日：みどりの窓口の営業を終了[9]。
  - 5月1日：駅員は周辺駅の巡回業務を行なうため、当駅の常駐は廃止され、インターホンでの遠隔対応となる[9]。

## 駅構造
相対式ホーム2面2線を有する地上駅で、半橋上駅である。
駅員は周辺駅を含めて巡回するため当駅には常駐せず、改札口付近に設置されているインターホンにて対応する。また、ICOCAの利用が可能である（相互利用可能ICカードはICOCAの項を参照）。

### 駅舎概要
- 鉄骨造2階建て半橋上駅舎
- 落成日：2009年2月22日

### 駅舎内
1階
- 待合室
- 男女トイレ、多機能トイレ
- 自動販売機2台（バリアフリー対応）
- 三原警察署本郷交番（入口は別）

2階
- コンコース（朝夕は通勤・通学客が多いため、それに対応した広い造りになっている）
- 改札口
- 自動券売機
- 南北自由通路入口
- 自動販売機

### のりば
| のりば | 路線     | 方向 | 行先           | 備考                               |
| ------ | -------- | ---- | -------------- | ---------------------------------- |
| 1      | 山陽本線 | 下り | 西条・広島方面 |                                    |
| 3      | 山陽本線 | 上り | 三原・福山方面 | 福山方面は三原または糸崎で乗り換え |

※本項ではJR西日本公式サイトの全域路線図に従い路線記号・ラインカラーを表記しているが、当駅は広島シティネットワークエリア外のため、2016年3月のダイヤ改正時点の駅掲示時刻表においてはアルファベットのないラインカラーシンボルが使われている。
付記事項
- 1番線と3番線の間にあるホームのない中線（2番線）は、広島方、三原方ともに上り線と下り線の両方に接続している。
- ダイヤが乱れ電車の到着が遅れるときは、放送および手書きの到着予想時刻案内を駅改札口に出して知らせる。

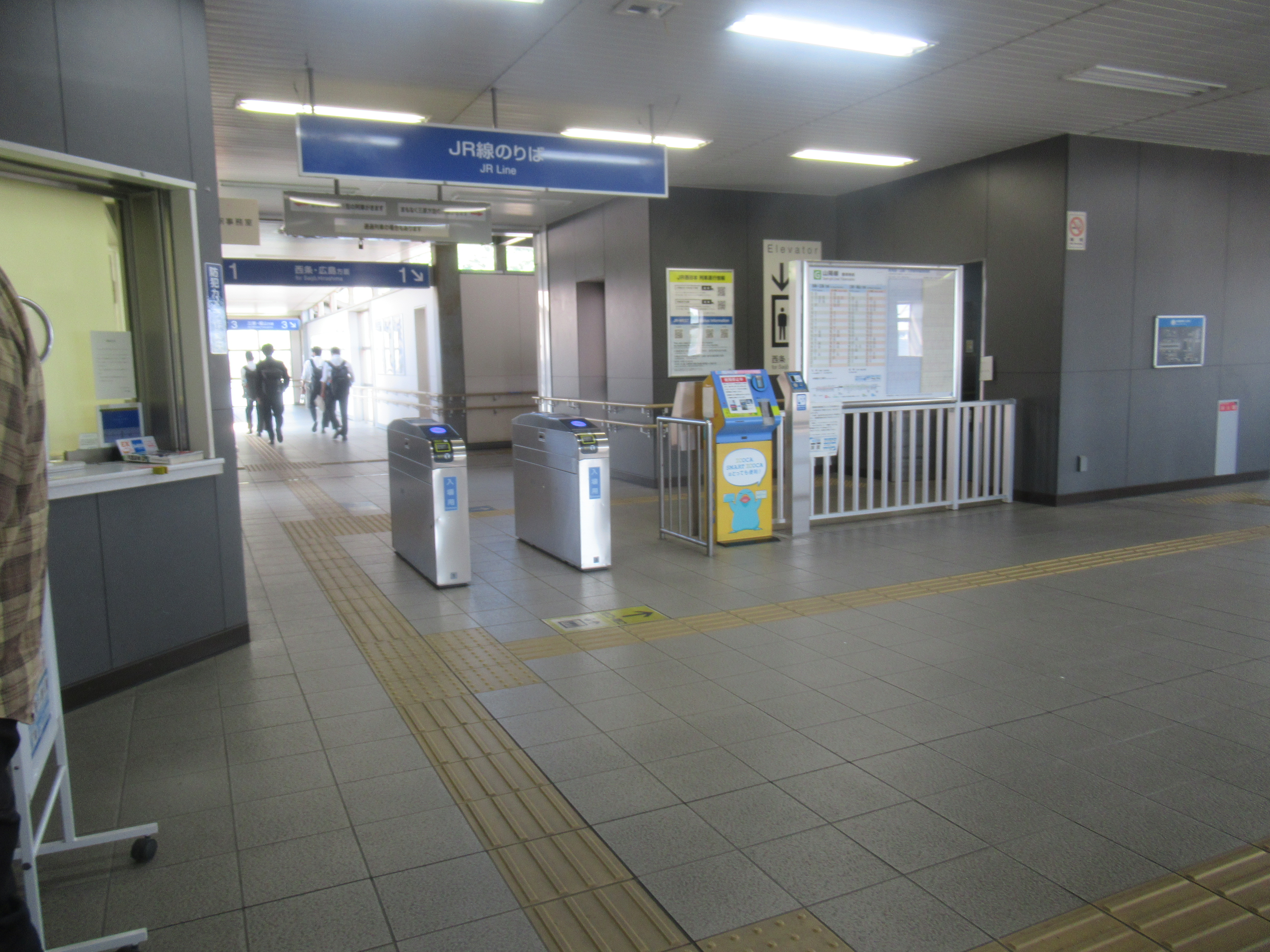
改札口（2022年5月）

### 改築前の駅構造
単式・島式混合2面3線の構造で、単式1番のりばは下り本線（広島方面）であり、島式ホームのうち2番のりばは上下副本線、3番のりばは上り本線（三原方面）であった。中線の撤去前は中線が2番線に該当するため、単式ホームが1番のりば、島式ホームは3・4番のりばであった。
2番のりばには、かつて三原方面からの当駅折返し便が入線していた。2001年10月1日ダイヤ改正で当駅折返し便が廃止され、以後は一部下り貨物列車の一時停車や、保線車両などの駅留置他に使用されていた他、回送中の「サンライズゆめ」や、臨時団体列車が時間調整を行うこともあった。

## 利用状況
1日平均の乗車人員は以下の通り。
| 年度                | 1日平均 乗車人員 | 出典   |
| ------------------- | ---------------- | ------ |
| 1989年（平成 元年） | 2,194            | [ 11 ] |
| 1990年（平成02年）  |                  |        |
| 1991年（平成03年）  |                  |        |
| 1992年（平成04年）  | 2,392            | [ 12 ] |
| 1993年（平成05年）  |                  |        |
| 1994年（平成06年）  |                  |        |
| 1995年（平成07年）  |                  |        |
| 1996年（平成08年）  |                  |        |
| 1997年（平成09年）  |                  |        |
| 1998年（平成10年）  | 1,924            | [ 13 ] |
| 1999年（平成11年）  | 1,830            | [ 14 ] |
| 2000年（平成12年）  | 1,729            | [ 14 ] |
| 2001年（平成13年）  | 1,640            | [ 14 ] |
| 2002年（平成14年）  | 1,580            | [ 14 ] |
| 2003年（平成15年）  | 1,578            | [ 14 ] |
| 2004年（平成16年）  | 1,578            | [ 14 ] |
| 2005年（平成17年）  | 1,745            | [ 14 ] |
| 2006年（平成18年）  | 1,829            | [ 14 ] |
| 2007年（平成19年）  | 1,971            | [ 14 ] |
| 2008年（平成20年）  | 1,993            | [ 14 ] |
| 2009年（平成21年）  |                  |        |
| 2010年（平成22年）  |                  |        |
| 2011年（平成23年）  | 1,972            | [ 15 ] |
| 2012年（平成24年）  | 1,976            | [ 15 ] |
| 2013年（平成25年）  | 1,951            | [ 15 ] |
| 2014年（平成26年）  | 1,805            | [ 15 ] |
| 2015年（平成27年）  | 1,863            | [ 15 ] |
| 2016年（平成28年）  | 1,853            | [ 15 ] |
| 2017年（平成29年）  | 1,849            | [ 15 ] |
| 2018年（平成30年）  | 1,582            | [ 15 ] |
| 2019年（令和 元年） | 1,696            | [ 15 ] |
| 2020年（令和02年）  | 1,527            | [ 16 ] |
| 2021年（令和03年）  | 1,397            | [ 17 ] |
| 2022年（令和04年）  | 1,429            | [ 18 ] |

## 駅周辺
近年は三原市のベッドタウンとして周辺の再開発が進められている。
- 三原市役所 本郷支所
- 広島県立総合技術高等学校（旧：広島県立本郷工業高等学校）
- 三原市立本郷小学校
- 本郷郵便局
- 広島銀行本郷支店
- しまなみ信用金庫本郷支店
- 本郷中央病院
- 三原市本郷生涯学習センター（旧専売公社跡地）
- コカ・コーラボトラーズジャパン本郷工場
- 山陽乳業本社
- 東洋製罐広島工場
- イオン本郷ショッピングセンター
- 高山城・新高山城

### 道路
- 国道2号 - 三原市中心部 / 東広島市方面
- 広島県道193号本郷停車場線 - 本郷駅から広島県道33号瀬野川福富本郷線までの約800メートル
- 広島県道33号瀬野川福富本郷線 - 広島県道82号広島空港本郷線（山陽自動車道本郷IC・広島空港方面）・東広島市河内町方面 / 広島県道59号東広島本郷忠海線（竹原市忠海方面）方面
- 広島県道50号本郷久井線 - 三原市久井町方面

## バス路線
- 芸陽バス[19]
  - 三原－本郷線（三原-沼田東団地-本郷駅前）
  - 三原－本郷循環線（三原-沼田東団地-本郷駅前-小原工業団地-あやめヶ丘-明神-三原）

本郷駅南口から南へ約500メートルの広島県道33号瀬野川福富本郷線沿いに「本郷支所前」バス停があり、広島空港エアポートリムジン（三原リムジンバス、中国バス運行）等が発着している。

## 隣の駅
西日本旅客鉄道（JR西日本）
 山陽本線
三原駅 (JR-G16) - 本郷駅 (JR-G15) - 河内駅 (JR-G14)